# Crímenes del corazón (película)
Crímenes del corazón es una película estadounidense de 1986 dirigida por Bruce Beresford e interpretada por Diane Keaton, Jessica Lange y Sissy Spacek. Se trata de una adaptación de la obra dramática homónima de Beth Henley premiada en 1981 con el Premio Pulitzer.

## Argumento
La película narra la historia de tres hermanas que se reúnen en la casa familiar donde vive Lenny (Diane Keaton), la mayor, con su abuelo (Hurd Hatfield), quien crio a las tres hermanas tras el suicidio de la madre de ellas. Se produce un choque entre sus distintas personalidades: Lenny es estéril y con dificultades para mantener relaciones íntimas con un hombre, Meg (Jessica Lange) es una cantante cuya carrera en Hollywood terminó abruptamente cuando ella sufrió una crisis nerviosa y la menor, Babe (Sissy Spacek) que se encuentra en libertad bajo fianza por haber disparado a su marido.

## Reparto
| Actor            | Personaje         |
| ---------------- | ----------------- |
| Diane Keaton     | Lenny Magrath     |
| Jessica Lange    | Meg Magrath       |
| Sissy Spacek     | Babe Magrath      |
| Sam Shepard      | Doc Porter        |
| Tess Harper      | Chick Boyle       |
| David Carpenter  | Barnette Lloyd    |
| Hurd Hatfield    | Abuelo            |
| Beeson Carroll   | Zackery Botrelle  |
| Jean Willard     | Lucille Botrelle  |
| Tom Mason        | Tío Watson        |
| Gregory Travis   | Willie Jay        |
| Annie McKnight   | Annie May Jenkins |
| Eleanor Eagle    | Lenny (niña)      |
| Jessica Ezzell   | Meg (niña)        |
| Natalie Anderson | Babe (niña)       |

## Premios y nominaciones
- Recibió tres nominaciones para la edición de 1987 de los premios Óscar: a la mejor actriz para Sissy Spacek, a la mejor actriz de reparto para Tess Harper  y al mejor guion adaptado para Beth Henley.[2]
- Sissy Spacek ganó el premio Globo de Oro en la categoría de mejor actriz de comedia o musical y la película fue nominada como mejor comedia o musical.[3]
- Sissy Spacek ganó en 1986 los premios a la mejor actriz otorgados por la Kansas City Film Critics Circle[4] y la New York Film Critics Circle.[5]